# Cypholophus
Cypholophus es un género botánico con 39 especies de plantas de flores perteneciente a la familia Urticaceae.

## Especies seleccionadas
- Cypholophus blumeanus
- Cypholophus brassii
- Cypholophus brunneolus
- Cypholophus chamaephyton
- Cypholophus coeruleus